# Rebecca Chan Sau-Chu
Rebecca Chan Sau-Chu 陳秀珠 (20 oktober 1958) (Jiaxiang: Guangdong, Shantou, Chaoyang) is een Hongkongse TVB actrice. Ze begon in 1979 te werken voor TVB. In datzelfde jaar deed ze mee aan de Miss Hongkong en eindigde ze in de top tien.

## Filmografie
- The Dance of Passion
- A Change of Destiny
- A Handful of Love
- War and Beauty
- The Herbalist's Manual
- Into Thin Air
- Journey to the West
- Journey to the West II
- Land of Wealth
- Life Made Simple
- Marriage With A Fool
- Men in Pain
- My Family
- Net Deception
- Revolving Doors of Vengeance
- Shine On You
- Square Pegs
- Ups and Downs in the Sea of Love
- War and Beauty
- The Smiling, Proud Wanderer
- The Gem of Life
- The Greatness of a Hero
- Burning Flame III
- Ghost Writer
- Gun Metal Grey
- Twilight Investigation

- Library of Congress Control Number: no2011141481
- Virtual International Authority File: 180148346
- WorldCat: E39PBJmxRKmD6w9HDTmFFyyTpP